# Сатта, Мелисса
Мели́сса Са́тта (итал. Melissa Satta; 7 февраля 1986, Бостон, Массачусетс, США) — американо-итальянская журналистка и телеведущая.

## Биография
Мелисса Сатто родилась 7 февраля 1986 года в Бостоне (штат Массачусетс, США) в семье сардинцев — архитектора Энцо Сатты и его жены Марианджелы Муццу. У Мелиссы есть два брата — старший, бизнесмен Риккардо Сатта, и младший Максимилиан Сатта.
Мелисса окончила среднюю школу в США, а затем получила диплом в частном университете «IULM» в области исследования связей.

## Карьера
Она была танцовщицей в итальянской сатирической телевизионной программе «Striscia la Notizia». Сатта появилась в журнале «Maxim», а также появилась в 2010 году в журнале «Sports Illustrated Swimsuit Issue».

## Личная жизнь
С 25 июня 2016 года Мелисса замужем за футболистом Кевином-Принсом Боатенгом, с которым она встречалась почти пять лет до свадьбы. У супругов есть сын — Мэддокс Принс Боатенг (род. 15.04.2014).